# Florin Andone
Florin Andone (Botoșani, 11 april 1993) is een Roemeens voetballer die doorgaans als aanvaller speelt. Andone debuteerde in 2015 in het Roemeens voetbalelftal.

## Clubcarrière
Andone werd geboren in Roemenië, maar verhuisde op twaalfjarige leeftijd naar Vinaròs nadat zijn vader het leven liet in een verkeersongeval. Hij sloot aan bij de jeugd van Vinaròs CF, die hij drie jaar later verliet voor die van CD Castellón. In 2011 speelde hij vier wedstrijden in het eerste elftal van CD Castellón. Andone vertrok in 2011 naar Villarreal CF, waar hij opnieuw in de jeugd ging spelen. De club verhuurde hem gedurende het seizoen 2013/14 aan Baleares. Hij maakte twaalf doelpunten in 34 competitiewedstrijden voor die club in de Segunda División B.
Andone tekende op 3 juli 2014 een driejarig contract bij Córdoba CF, op dat moment actief in de Primera División. Hiervoor maakte hij op 3 december 2014 zijn debuut, in de Copa del Rey tegen Granada CF. Twee weken later maakte hij in de terugwedstrijd tegen Granada zijn eerste doelpunt voor Córdoba. Hij maakte op 5 januari 2015 zijn eerste doelpunt in de Primera División, tegen Granada. Andone degradeerde aan het eind van het seizoen 2014/15 met Córdoba naar de Segunda División A. Daarin maakte hij het jaar erna 18 doelpunten in 33 competitiewedstrijden.
Andone tekende in juli 2016 een contract tot medio 2021 bij Deportivo La Coruña, de nummer vijftien van de Primera División in het voorgaande seizoen.
Hij verruilde Deportivo La Coruña in juli 2018 voor Brighton & Hove Albion. In het seizoen 2019/20 speelde hij op huurbasis voor Galatasaray SK.

## Interlandcarrière
Andone debuteerde op 13 juni 2015 in het Roemeens voetbalelftal, in een EK-kwalificatiewedstrijd tegen Noord-Ierland. Hij viel na 72 minuten in voor Claudiu Keșerü. De wedstrijd eindigde in 0–0. Bondscoach Anghel Iordănescu nam Andone een jaar later mee naar het EK 2016.